# Louis Lefébure de Fourcy
Louis Lefébure de Fourcy (francès: Etienne-Louis Lefébure de Fourcy)  (Port-au-Prince, 25 d'agost de 1787 - 6è districte de París, 12 de març de 1869) fou un matemàtic francès, conegut pels seus llibres de text.

## Vida i Obra
Nascut al actual Haití (abans colònia francesa), marxa amb la seva mare a Nantes quan tenia dos o tres anys. El seu pare, arruïnat, morirà a Haití el 1794, sense haver tornat a veure la seva família. Estudia de becari al Col·legi de la Marina i les Colònies, fins que el 1803 ingressa a l'École Polytechnique. En graduar-se, entra a l'Escola d'Artilleria de Metz, però ho deixa aviat, ja que no té intenció de seguir la carrera militar.
El 1807 comença la seva col·laboració com a professor ajudant a l'École Polytechnique que ja no deixarà fins a la seva jubilació, passant per diversos càrrecs docents. També ho compagina amb classes de matemàtiques al Liceu Louis-le-Grand (on serà professor dels germans Eugene i Victor Hugo) i a la Facultat de Ciències de la universitat de París (a partir de 1825 com a suplent de Lacroix i com a titular a partir de la mort d'aquest el 1843).
A partir de 1827 escriu una sèrie de manuals que es convertiran en estàndards durant tot el segle XIX: Leçons de géométrie analytique (1827), Traité de géométrie descriptive (1834), Leçons d'algèbre (1833), Éléments de trigonométrie (1840), Théories du plus grand commun diviseur algébrique et de l'élimination entre deux équations à deux inconnues (1827).
El 1861 li concedeixen una jubilació no sol·licitada de l'École Polytecnique i el 1863 es jubila voluntàriament de la Facultat de Ciències. La seva dona, amb qui havia tingut dos fills, Michel-Eugene i Charles (que també seran destacats científics), mor l'any següent.
Lefébure de Fourcy va morir el 1869, el seu elogi fúnebre al cementiri de Montparnasse el llegeix J.A. Serret.